# 楊伯龍
楊伯龍（1686年10月2日—1770年），四川省順慶府鄰水縣人，清朝政治人物。

## 生平
康熙四十七年（1708年）戊子科舉人，雍正五年（1727年）任福建汀州府清流縣知縣；因被福建巡撫趙國麟彈劾貪贓革職。後開復赴補籤掣江西贛州府安遠縣知縣；雍正十二年（1734年）任山西隰州大寧縣知縣。

## 纪念
鄰水縣內原有為其所立之“開晉循良坊”。

## 詩文
- 《萬峰山》

石磴披襟上。萬峰吐暮烟。
花香林外度。霞色水中然。
泉響調琴瑟。風鳴奏管絃。
歸途無限思。落日柳梢邊。